# Intabuláció
Intabuláció az intavolare olasz kifejezésből származik, mely táblázatba, tabulatúrába foglalást, ill. tabulatúra-írásban való lekottázást jelent, azaz a 14. és 16. századi gyakorlat szerint valamely zeneműnek a menzurális hangjegyírásból orgona- vagy lanttabulatúrába való átírását jelentette.

## Története

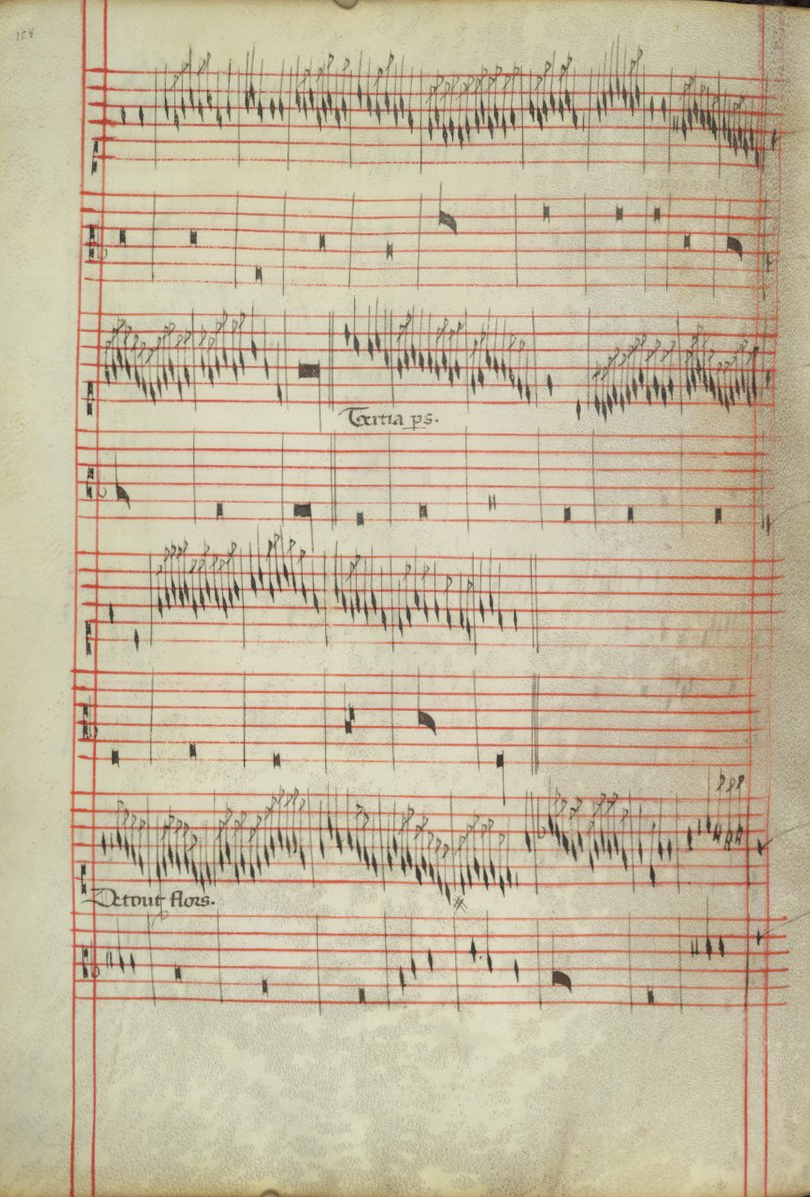
Guillaume de Machault De tout flors c. műve (intabuláció a Faenzai 117. kódexben)

Használata a 14. és 16. századi billentyűs és lantjáték során általános gyakorlat volt. Az intabulációk közvetlen hatása többek között az eredetileg több hangszerre írt darabok korai billentyűs  hangszerekre történt átírása volt. A legkorábbi intabulácók a 14. század közepén keletkezett Robertsbridge Codex-ben találhatók, mely egyúttal az első fennmaradt billentyűs zenei lejegyzések egyike. Más korai intabulációkat tartalmazó anyag a Faenzai 117. kódex és a 14. századból származó Reina kézirat, valamint a 15. századi Buxheimer Orgelbuch. Az 1430 körül keletkezett Faenzai 117.  kódex a leggazdagabb ezek közül, mely többek között Francesco Landini és Guillaume de Machault műveinek lejegyzéseit tartalmazza, a kódexben lekottázott műveknek több mint a fele intabuláció. A jelentős Buxheimer Orgelbuch is többségében intabulációkat tartalmaz, főleg kora kiemelkedő zeneszerzőinek műveit, mint John Dunstable, Gilles Binchois, Walter Frye, és Guillaume Dufay.  Maga az „intabuláció” kifejezés még a 16. században is használatos volt, a 17. század elejére viszont már a kifejezést nem használták, de a gyakorlatban éltek a lejegyzésmóddal. A korábbi szokástól eltér a 16. és 17. századi olasz billentyűs intabuláció, ahol az intabulációk tartalmazzák a polifon mű  összes vokális szólamát és instrumentális szólamát is, melyhez az adott hangszerre történt átirat során további díszítéseket adtak.
Az intabulációk a régizene historikus előadásában jelentősek, mivel az átírások során lejegyezték a díszítéseket, emellett az előadás során megszólaló musica ficta jelentős forrásai, mivel a tabulatúrákban megmutatják a fogásmódot, azaz, hogy az adott hangszeren az előadó a darabot hogyan játszhatta, mely pontosabb lejegyzést nyújtott, mint a korábbi notáció.